# Roos Vanotterdijk
Roos Vanotterdijk (Heusden-Zolder, 7 de enero de 2005) es una deportista belga que compite en natación.
Ganó dos medallas en el Campeonato Mundial de Natación de 2025 y tres medallas en el Campeonato Europeo de Natación de 2024.

## Palmarés internacional
| Campeonato Mundial | Campeonato Mundial  | Campeonato Mundial | Campeonato Mundial |
| Año                | Lugar               | Medalla            | Prueba             |
| ------------------ | ------------------- | ------------------ | ------------------ |
| 2025               | Singapur (Singapur) | Medalla de plata   | 100 m mariposa     |
| 2025               | Singapur (Singapur) | Medalla de bronce  | 50 m mariposa      |
| Campeonato Europeo |                     |                    |                    |
| Año                | Lugar               | Medalla            | Prueba             |
| 2024               | Belgrado (Serbia)   | Medalla de oro     | 100 m mariposa     |
| 2024               | Belgrado (Serbia)   | Medalla de plata   | 50 m mariposa      |
| 2024               | Belgrado (Serbia)   | Medalla de bronce  | 100 m espalda      |